# Nick Montgomery
Nicholas Anthony „Nick“ Montgomery (* 28. Oktober 1981 in Leeds) ist ein  schottischer Fußballtrainer und ehemaliger Fußballspieler, der zuletzt beim schottischen Erstligisten Hibernian Edinburgh unter Vertrag stand.

## Sheffield United
Als Kind war Montgomery glühender Fan seines Heimatvereins Leeds United, machte seine ersten Schritte im Profifußball allerdings in der Jugendabteilung von Sheffield United. Sein Debüt für Sheffield gab er am 21. Oktober 2000, im Spiel gegen Norwich City an der Carrow Road. Danach etablierte er sich mehr und mehr als tragende Säule im Mittelfeld der Blades, musste aber auf seinen ersten Torerfolg bis November 2001 warten, ehe er beim 4:0-Heimsieg gegen Birmingham City traf. In der Saison 2005/06 führte er Sheffield mit ausgezeichneten Leistungen zurück in die Premier League und wurde hinter Phil Jagielka, zweiter bei der Club-Spieler des Jahres Wahl. Auch in der Saison 2009/10 konnte er in einem von Verletzungen geplagten Kader von Sheffield United den Spieler der Saison-Preis einheimsen. Nachdem er zur Saison 2011/12 in ein Leistungsloch viel, verlor er seinen Stammplatz und kam meist nur noch als Einwechselspieler zum Einsatz, sodass er auf Leihbasis zum FC Millwall wechselte. Für Millwall absolvierte er lediglich zwei Spiele.

## Central Coast Mariners
Nach zwölf Jahren bei Sheffield United löste er am 31. August 2012 in beidseitigem Einvernehmen mit der Vereinsführung seinen Vertrag auf. Kurz darauf gab er seinen Wechsel zum australischen Verein Central Coast Mariners bekannt. Montgomery war ein wichtiger Baustein im Team der Mariners, dass 2013 das Grand final  erreichte. Sein Verein konnte das Finale gegen die Western Sydney Wanderers mit 2:0 gewinnen, Montgomery verpasste das Spiel jedoch aufgrund einer Suspendierung. Zur Saison 2013/14 wurde Montgomery zum Vize-Kapitän gewählt. Die Binde trug er beim 1:0-Sieg über den FC Sydney am 18. Januar 2014 zum ersten Mal.

## Nationalmannschaft
Obwohl Montgomery in England geboren ist, ist er für Schottland spielberechtigt. Sein Debüt für Schottlands U-21 machte er im April 2003 beim 1:0-Sieg gegen Österreich. Im Jahr 2005 absolvierte er ein Spiel für Scotland futures, die in etwa wie eine B-Mannschaft für die Schottische Nationalmannschaft angesehen werden kann.

## Trainer
Im September 2023 wurde Montgomery neuer Trainer des schottischen Erstligisten Hibernian Edinburgh. Am 14. Mai 2024, zwei Spieltage vor dem Ende der Saison wurde er entlassen.